# Vicosoprano (Bregaglia)
Vicosoprano (toponimo italiano; in tedesco Vespran, in romancio Sils im Visavraun, in bregagliotto Visavran, desueti) è una frazione di 445 abitanti del comune svizzero di Bregaglia, nella regione Maloja (Canton Grigioni).

## Geografia fisica
Vicosoprano è situato in Val Bregaglia, sulla sponda sinistra della Maira; dista 19 km da Chiavenna, 30 km da Sankt Moritz e 96 km da Coira. Il punto più elevato del territorio è la Cima di Castello (3 388 m), che segna il confine con Stampa e Val Masino.

## Storia
Proveniente dal passo del Settimo si ricorda il passaggio a Vicosoprano nel 612 del missionario e abate irlandese Colombano di Bobbio, che scese con i suoi monaci in Italia.
Già comune autonomo che si estendeva per 54 km² e che comprendeva anche le frazioni di Casaccia (dal 1971), Pongello e Roticcio, il 1º gennaio 2010 è stato accorpato agli altri comuni soppressi di Bondo, Castasegna, Soglio e Stampa per formare il nuovo comune di Bregaglia.

## Monumenti e luoghi d'interesse
È un borgo caratterizzato dalle baite antiche e dai vicoli stretti.

### Architetture religiose
- Chiesa riformata di San Cassiano, attestata dal 1355[1];
- Chiesa riformata della Santa Trinità, eretta nel 1761[1];
- Chiesa cattolica, eretta nel 1901[1].

### Architetture civili
- Torre Senwelen, eretta nel XIII secolo[1];
- Torre Salis, eretta nel 1537[1].

## Società

### Evoluzione demografica
L'evoluzione demografica è riportata nella seguente tabella:
Abitanti censiti

### Lingue e dialetti
La lingua prevalente è l'italiano; il dialetto locale è il bregagliotto (bragaliot), un dialetto lombardo alpino molto influenzato lessicalmente dal romancio.
| %     | Ripartizione linguistica (gruppi principali) |
| ----- | -------------------------------------------- |
| 12,8% | madrelingua tedesca                          |
| 80,7% | madrelingua italiana                         |
| 4,2%  | madrelingua romancia                         |

### Religione
La comunità è a maggioranza protestante.

## Infrastrutture e trasporti
Le stazioni ferroviarie più vicine sono quella di Chiavenna, in Italia, e di Sankt Moritz.